# Robert Rößler
Robert Rößler (Großburg, 1838. március 1. – Ratibor, 1883. május 20.) német költő. A Felső-Sziléziában, a Porosz Királyságban lévő Großburgban született, Ratiborban hunyt el, ahol tanárként dolgozott.

## Publikációi
- Der Tag von Lundby (1865)
- Aus  Krieg und Frieden (1867)
- Aus der Güntherstadt (1873, Co-author)
- Dore (1876)
- Närr’sche Kerle (1878)
- Schläs’sche Durfgeschichten (1879)
- Durf- und Stoadtleute (1880)
- Wie der Schnoabel gewaxen (1881)
- Gemittliche Geschichten (1882)
- Mein erster Patient, Berlin (1883)